# Hunyadi László (színművész)
Hunyadi László (Kolozsvár, 1951. október 30. – Csíkszereda, 2001. október 2.) erdélyi magyar színész, a csíkszeredai Csíki Játékszín nevű színház alapítója.

## Élete
Színészi tanulmányait a marosvásárhelyi Szentgyörgyi István Színművészeti Intézetben végezte el 1976-ban, ezután 1999-ig a város színtársulatának tagja volt. 1993-ban EMKE-díjat kapott. 1998-ban csatlakozott a Csíki Játékszín alapító csapatához. A Marosvásárhelyi Művészeti Egyetemen is tanított.
Fő munkahelye mindig a színház volt, de vállalt filmszerepeket is (András Ferenc: A törvénytelen, Kántor László: Álombánya, Cselényi László: Ördögváltozás Csíkban, Hidegrázás, Félix László: Pótvizsga, Soós Mária: A nagy fejedelem, Miklauzic Bence: Ébrenjárók). Rövid pályafutása során a Marosvásárhelyi Nemzeti Színház művészeként  
1976 és 1996 között életre keltette a színműirodalom jelentős alakjainak zömét. Románián belül, s a határokon túl is megkedvelték, a szatmárnémeti Harag György Társulat, a temesvári Csiky Gergely Színház, a Csíki Játékszín és a budapesti Bárka Színház előadásaiban voltak emlékezetes alakításai. A Határon Túli Magyar Színházak Fesztiválján Kisvárdán alakítási díjjal jutalmazták színészi teljesítményét. 
Művészete széles skálájú, tragédiákban és vígjátékokban egyaránt sikerrel szerepelt. Erős érzelmi-indulati figurái sohasem váltak didaktikussá vagy melodramatikussá.
2001. október 2-án Csíkszeredában halt meg. Temetése 2001. október 6-án volt a marosvásárhelyi református sírkertben, evangélikus szertartás szerint.

## Szerepei[5]
- Szatyin (Gorkij: A mélyben, Temesvári Csiky Gergely Állami Színház)

### Szentgyörgyi István Színházművészeti Intézet
| - Ügyész (Brecht: Állítsátok meg Arturo Uit! - 1976) - Zoltán (Szabó Lajos: Hűség - 1977) - Charles Lomax (Shaw: Barbara őrnagy - 1977) - Legény (Sütő András: Vidám sirató egy bolyongó porszemért - 1977) - Don Carlos (Schiller: Don Carlos - 1977) - Móka (Tamási Áron: Énekes madár - 1978) - Edgar (Shakespeare: Lear király - 1980) - Petur bán (Katona József: Bánk bán - 1981) - Mádi Simon (Csiky Gergely: Cifra nyomorúság - 1982) - Curly (Steinbeck: Egerek és emberek - 1983) - Spiridon (Caragiale: Zűrzavaros éjszaka - 1984) - Kakuk Marci (Tersánszky: Kakuk Marci - 1984) - Pap Ferke (Szép Ernő: Patika - 1984) - Nemes Keszeg András (Shakespeare: Vízkereszt vagy amit akartok - 1985) - Fecske (Tamási Áron: Csalóka szivárvány - 1986) - Fabrizio (Goldoni: A fogadósné - 1987) | - Frank (Shaw: Warrenné mestersége - 1987) - Galóca (Ivan Kusan: Galóca - 1990) - Polgármester (Gogol: A revizor - 1991) - Álmos herceg (Székely János: Vak Béla király - 1991) - Hajdók sógór (Móricz Zsigmond: Sári bíró - 1992) - Viktor (Vaszari Gábor: Az ördög nem alszik - 1992) - Hubicka (Bohumil Hrabal: Szigorúan ellenőrzött vonatok - 1992) - Martinovics Ignác (Bánffy Miklós: Martinovics - 1993) - Dromio (Shakespeare: Tévedések vígjátéka - 1994) - John (Ray Cooney: Bigámia - 1995) - Antonio (Scarnacci – Tarabusi: Kaviár és lencse - 1996) - Harpagon (Molière: A fösvény - 1998) - Capulet (W.Shakespeare: Romeó és Júlia - 2001) - Arthur Miller: Pillantás a hídról - Labiche: Szemfényvesztők |

### Csíki Játékszín
- Dr. Sárkány (Molnár Ferenc: A doktor úr – 1999)
- Döbrögi (Ludas Matyi Csíkországban – 1999)
- Stephen Spittigue (Brandon Thomas: Charley nénje – 2000) – rendező is

## Filmszerepek

### Játékfilmek
- Törvénytelen (Korlát testőre) (1994)
- Ébrenjárók (Ügyeletes rendőr) (2002)

### Tévéfilmek
- Pótvizsga (Goldflake/Gál Gyula) (1996)
- Kisváros (színházi orvos) (1999)

## Díjai, kitüntetései
- 1996: Kovács György-díj (EMKE)
- Alakítási díj (Kisvárda)